# Constitution estonienne de 1920
Lire en ligne

Consulter

La Constitution estonienne de 1920 est la première Constitution de l'Estonie. Elle s'inspire des réflexions de Jean-Jacques Rousseau sur la souveraineté nationale. Le pouvoir était divisé entre le judiciaire, l'exécutif, et le législative d'après les principes de Montesquieu. La Constitution créait un important degré d'initiative public et de référendum.
Bien que la constitution était modelée sur les idées de Montesquieu, il existait un déséquilibre entre le Parlement monocaméral, le [Riigikogu] exerçant un pouvoir indu sur l'exécutif et le judiciaire entrainant de l'instabilité et de fréquents changements de gouvernement.
Elle fut remplacée par la Constitution estonienne de 1934.

## Sources
- (en) Cet article est partiellement ou en totalité issu de l’article de Wikipédia en anglais intitulé « Constitution of Estonia » (voir la liste des auteurs).

## Compléments